# Aminatu Ibrahim
Aminatu Ibrahim (* 3. Januar 1979) ist eine ehemalige ghanaische Fußballspielerin.

## Karriere
Ibrahim kam während ihrer Vereinskarriere für die Ghatel Ladies of Accra (2003–2007) zum Einsatz.
Die 173 cm große Abwehrspielerin nahm mit der ghanaischen Nationalmannschaft („Black Queens“) an den Weltmeisterschaften 2003 und 2007 teil und bestritt dabei drei Partien. Außerdem stand sie bei den Afrikameisterschaften 2002, 2004, 2006, 2008 und 2010 im Kader der Black Queens. Ende September 2007 hatte Ibrahim acht Länderspiele bestritten.